# Raut

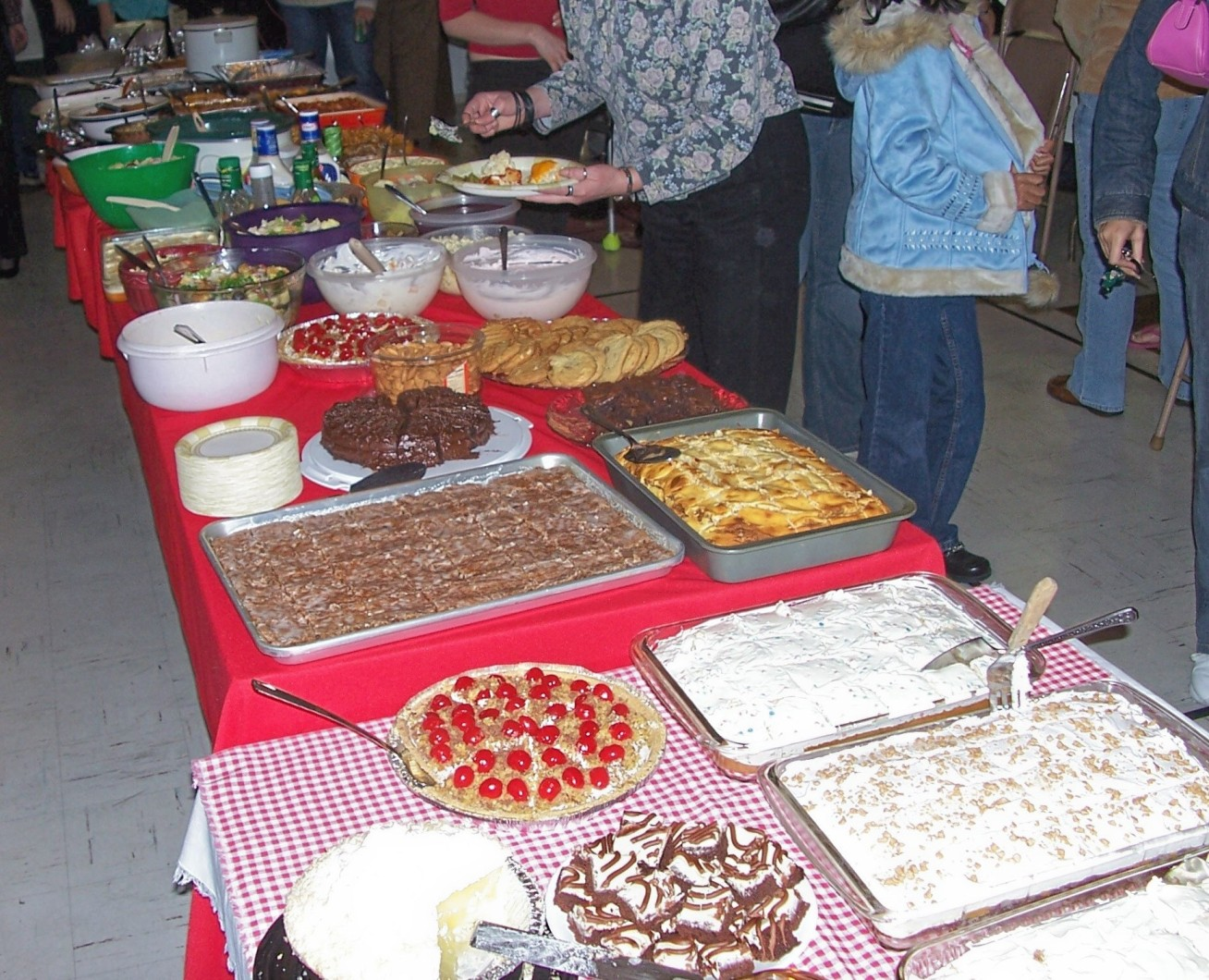
Rautový stůl

Raut, dříve psáno také rout (z anglického slova rout – zmatek, hemžení) je druh společenského setkání spojeného s občerstvením. Pořádá se při příležitostech jako je vědecké symposium, umělecká premiéra, tisková konference. Doba konání je neomezená. Koná se ve velkém sále nebo na zahradě, kde jsou umístěny švédské stoly, z nichž si hosté berou pokrmy (typicky sýry, uzeniny, zeleninové saláty, ovoce nebo sladké pečivo) podle svého výběru. Někdy jsou součástí rautu také jednoduchá teplá jídla (např. grilovaná kuřata), která vydávají u pultu profesionální kuchaři. K dispozici jsou rovněž nealkoholické nápoje, víno, někdy i pivo. Stolků i židlí je málo a slouží k rychlému nasycení; od hostů se očekává, že se budou hlavně procházet a konverzovat. Pokládá se za nezdvořilé strávit celý raut u bufetu.[zdroj?] Tato forma pohoštění se hodí pro větší společnosti, zhruba od dvaceti lidí. V současnosti existují specializované tzv. cateringové firmy, které zorganizují celý raut na zakázku pro organizace i soukromé osoby. Tyto firmy rovněž organizují i celé oslavy, v tomto případě lze hovořit o jakémsi full-servisu. Raut stojí uprostřed mezi neformálními akcemi jako je koktejl nebo číše vína (na které se obvykle ani nedávají písemné pozvánky), které trvají krátce, podávají se především nápoje, drobné zákusky se jí rukama a vestoje, a oficiálním banketem, na němž hosté sedí u stolu a jsou obsluhováni číšníky (skládá se z více chodů a je vyžadován společenský oděv).
Slavnostnější typ rautu, který je zahájen proslovem a přípitkem, se nazývá recepce. 